# سنة الرحمة
سنة الرحمة هي سنة تفشى فيها وباء الإنفلونزا الإسبانية وهي سنة 1337هـ / 1918-1919م، وراح ضحية الوباء الذي عم أرجاء الجزيرة العربية كافة أرواح آلاف من البشر. وابتدأ الوباء من مدينة الأحساء حتى شمال الجزيرة العربية.

## سبب التسمية
أطلق عل تلك السنة (سنة الرحمة) لكثره الترحم على الأموات، وسُميت أيضاً (سنة الصخونة) والسخونة تعني ارتفاع حرارة جسم الإنسان باللهجة السعودية، وكان ارتفاع الحرارة أبرز أعراض الوباء.

## التاريخ

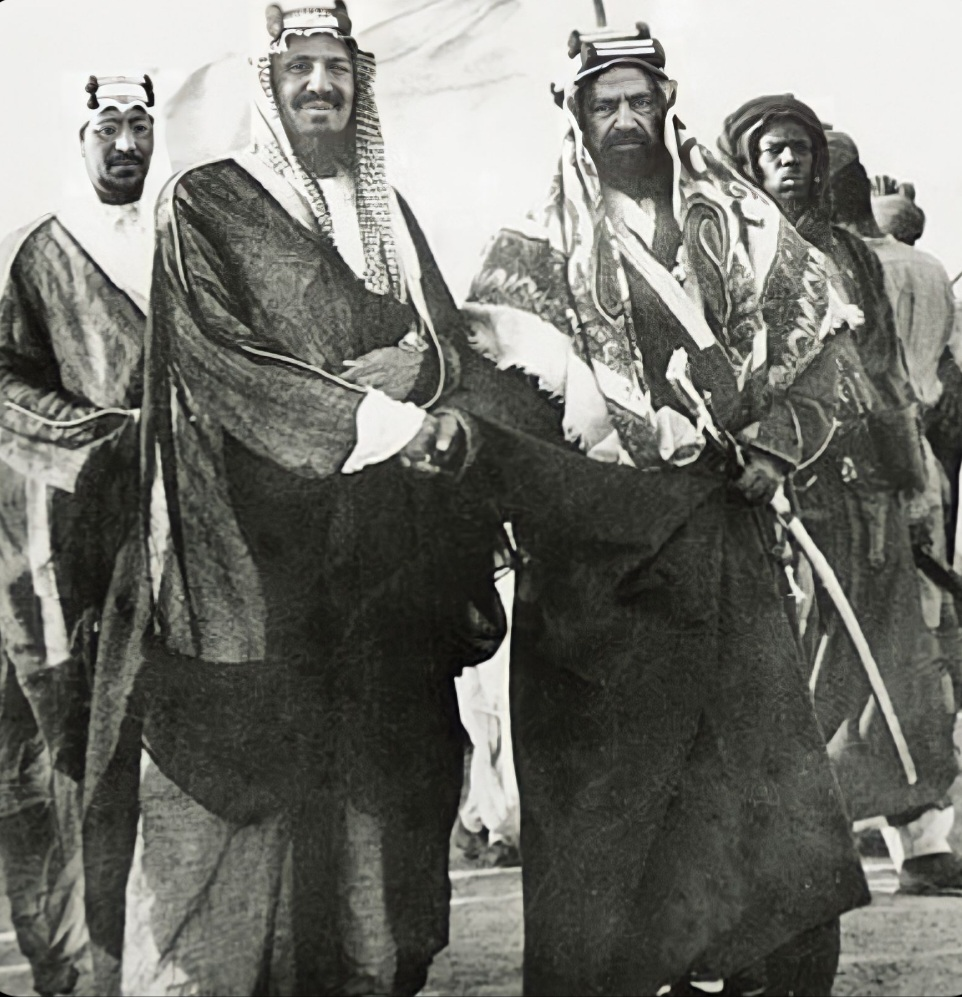
قام الملك عبدالعزيز باستدعاء الكثير من الأطباء لمكافحة الوباء

- ابتدأ الوباء في شهر محرم مطلع سنة 1337م الموافق 1918- 1919م. واستمر لما يقارب الأربعين يوماً.
- مات خلال هذه المده آلاف من البشر في الجزيرة العربية، حتى أن نعوش الموتى قد نفدت فبدأ سكان المدن بالاستعانة بأ بواب المنازل لصناعة نعوش جديدة.
- وبدأ الناس بعزل المرضى في بيوتهم و منعهم من الاختلاط بالناس .

- قام الملك عبدالعزيز بن عبدالرحمن آل سعود باستدعاء الأطباء من الخارج ليكون له دور في مكافحة هذا الوباء ومعالجة المصابين. فذكر الطبيب (بول ارميردينغ) في كتابة (أطباء من أجل المملكة): «وصلت دعوة الدكتور بول هاريسون الثانية لزيارة الرياض ومعها إلحاح عاجل، ففي شتاء عام 1919م انتشر وباء الانفلونزا في أنحاء العالم، وحصد أرواحاً عديدة، لم يعق سعة امتداد الصحراء العربية الوباء من الوصول إلى الرياض، فعندما وصل بول هارسون إلى العاصمة كان السلطان حينها قد فقد ابنه البكر تركي وزوجته جوهرة بنت مساعد، بسبب الانفلونزا، وعلى الرغم من هذا فقد كان بول هريسون قادراً على جلب الراحة والمساعدة لعدد من المصابين، فقد شفي معظمهم»..
- وقد حضّر الملك عبدالعزيز ال سعود منزلاً للطبيب هاريسون ليكون مشفاً ليبدأ فيه رحلة علاج المرضى على نفقة الدولة. و بدأ الأطباء بالقدوم الى المملكة بعد طلب العديد منهم لبدء العلاج، حتى وصلت عمليات المعالجة لما يقارب الـ (6552) مريضاً، وأجريت الكثير من العمليات تخطت الـ 100 عملية كبرى وأكثر من 200 عملية صغرى. ووزعت الكثير من الحقن على المرضى.[4]
- ومن مشاهير من مات في هذا الوباء تركي الأول بن عبد العزيز آل سعود الابن البكر للملك عبد العزيز آل سعود، ووالدته الأميرة جوهرة بنت مساعد بن جلوي.[5]

### توثيق المؤرخين لسنة الرحمة 1337هـ
- محمد بن علي آل عبيد: «ثم دخلت سنة 1337هـ وفي أول هذه السنة من شهر محرم ابتدأ الوباء بنجد فدام ما يقرب من أربعين يوماً وحصل فيه موت كثير من النساء والأطفال والرجال وكانت هذه السنة تسمى سنة الرحمة».
- إبراهيم بن عيسى: «وفيها حصل وباء عظيم، وعم جميع البلدان، وهلك فيه أمم لا يحصيهم إلا الله تعالى، وقع عندنا في بلدان الوشم، وسدير، وجميع بلدان نجد، في خامس عشر من صفر من السنة المذكورة إلى سابع من ربيع الأول».
- إبراهيم بن محمد القاضي: «ابتدأ هذا المرض في عنيزة في سلخ صفر وخف في عشرين ربيع الأول، وارتفع بآخر الشهر ما بقي له أثر».[1]